# Trond Abrahamsen
Trond Sevåg Abrahamsen, född 16 juli 1960, är en före detta norsk ishockeyspelare. Han spelade för Norges landslag och deltog vid Olympiska vinterolympiaden i Lake Placid 1980 och 1984. 1983 fick han utmärkelsen Gullpucken, som bästa norska ishockeyspelare.